# Fénycső

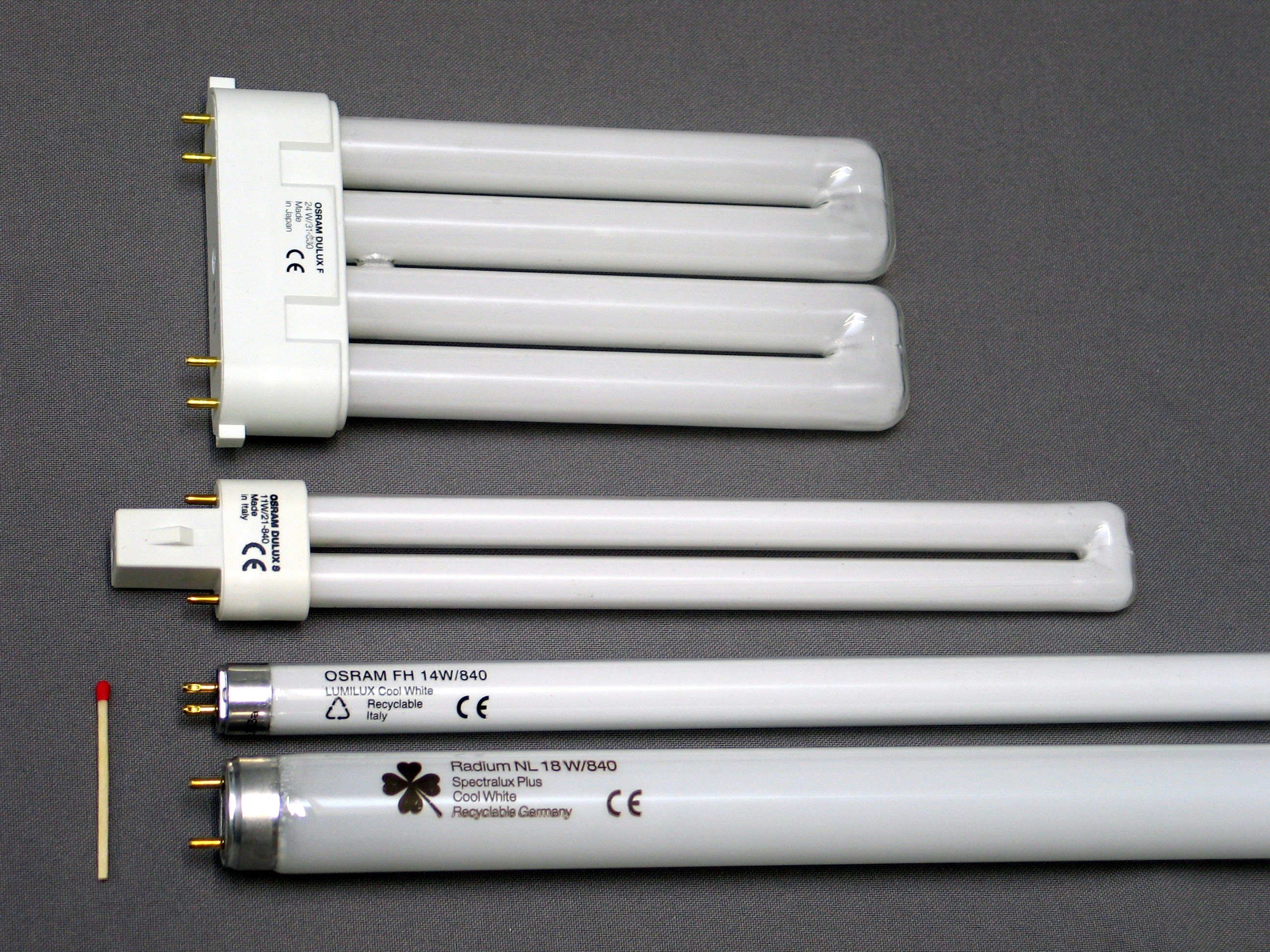
A leggyakoribb fénycső-típusok - összehasonlításként egy normál méretű gyufaszál a kép bal oldalán

A fénycső olyan argongáz-higanygőz keverékkel töltött – aránylag kis feszültségről működő – kisülőcső, amelynél a gázkisülést használják fel fénykeltésre.
A fénycső minden esetben fűtőszálat (izzószálat) tartalmaz. A látható fény azáltal jön létre, hogy a fénycső izzószálai közötti gázkisülés UV-sugárzása a fénycső belsejében lévő fényport gerjeszti, amely látható fényt sugároz. A fénycső színe a fénypor összetételétől függ.

## Története
1926-ban Edmund Germer és társai javasolták a már ismert kisülőcsőben a gáznyomás megnövelését és a cső belső felületének fluoreszkáló porral való bevonását, amelytől a gerjesztett gáz által keltett UV-fény látható fehér fénnyé válik. (Innen ered régebbi, elterjedt elnevezése: „fluoreszcens cső”, röviden „F-cső”).
1938-ban megjelent az első, sorozatban gyártott fénycső.
2023-tól több lépcsőben megszüntetik a fénycsövek és a kompakt fénycsövek gyártását, forgalmazását az EU területén. A meglévő raktárkészletek még kiárusíthatóak.

## A fénycső legfontosabb tulajdonságai
A fénycsövek fontosabb jellemzői:
- A gyújtási feszültség, amely fénycső teljesítménye szerint változik. 20 W teljesítmény alatt 180-200 V; 20 W-nál nagyobb teljesítménynél 350-400 V, az azonnal gyújtó fénycsöveknél 450-750 V szükséges a fénycső beindításához. A működési (égési) feszültség a fénycső két végén mérve csak 40-100 V.
- A fénycsövek fény-hatásfoka eléri a 20-25%-ot, (az izzólámpáké 3-4%), fényhasznosítása 50-75 lm/W. A fénycső hatásfoka függ a környezeti hőmérséklettől: 15-30 °C-os környezeti hőmérsékleten szolgáltatja a legtöbb fényáramot.
- A fénycső élettartama az izzólámpáénak a tízszeresét is elérheti, 7500-10 000 óra.
- A fénycsövet a fényszín szerint több változatban gyártják, a szín a fénypor összetételétől függ. Nappali fényű 6500 K, fehér fényű 4500 K, természetes fehér 3500 K, meleg fehér 2500 K, ahol kelvinben a színhőmérsékletet adják meg.
- A fénycső alakja általában egyenes (hengeres) vagy görbített cső, melynek hossza és átmérője a felvett teljesítménytől függően változik. A szabványoknak megfelelően a teljesítményük 4 és 100 W között, hosszúságuk pedig 136 és 1500 mm között változik[1]

## Elektromos bekötése

Egy fénycső elektromos kapcsolása (bekötése) - hagyományos, fojtótekercses megoldás

A fénycső közvetlenül nem köthető a hálózati feszültségre, mert egyrészt a fénycső égési (üzemi) feszültsége 40-100 V közötti a fénycső két végén mérve, ami miatt illeszteni kell a hálózat feszültségéhez, másrészt a fénycső bekapcsolásakor korlátozni kell az átfolyó áramot, különben a fénycső tönkremegy. 
A fénycső világítási hálózatra való bekötését az ábra szemlélteti. Az A fénycsövet a B világítási hálózatra a következők szerint kell bekötni:
- a fénycső két végén lévő F izzószálak egyik végeit a G fojtótekercsen át a világítási hálózatra soros kapcsolással kell bekötni.
- Az F izzószálak másik végei közé a C fénycsőgyújtót szintén sorosan kell bekötni, az ábra szerint.

A C fénycsőgyújtó műanyag házban tartalmaz egy D nemesgázzal töltött parázsfénylámpát (glimmlámpa), amelynek egyik elektródja egy U alakban meghajlított ikerfémszalag (bimetál) és egy E szikraoltó kondenzátort. A jobb elektromos hatásfok érdekében gyakran beiktatnak egy fázisjavító kondenzátort, amelyet a tápláló hálózattal párhuzamosan kapcsolnak.

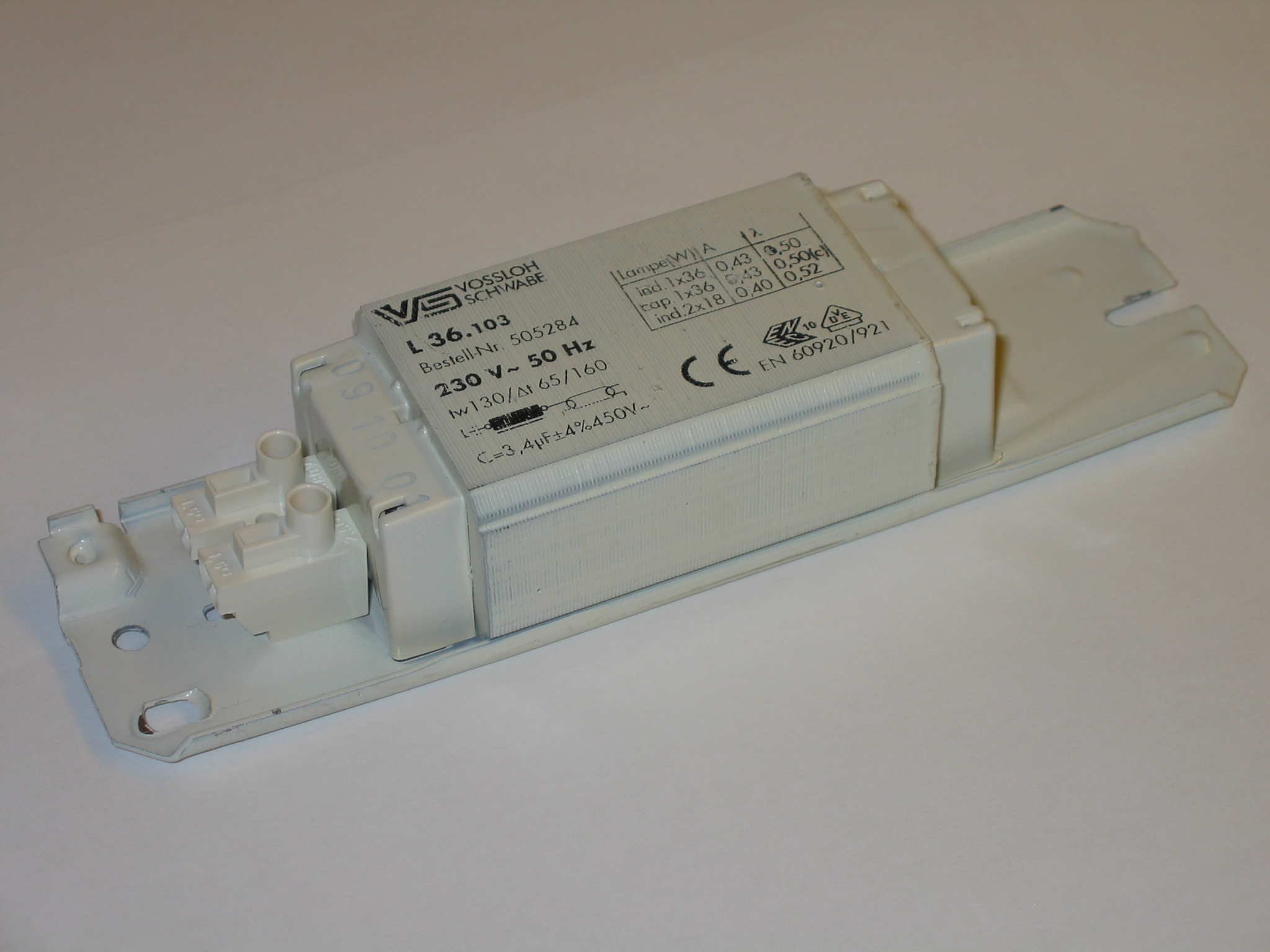
Fojtótekercs
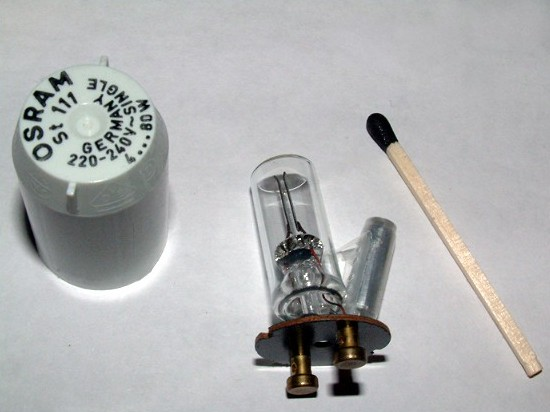
Fénycsőgyújtó szétszerelt állapotban - méretek szemléltetésére egy gyufaszállal
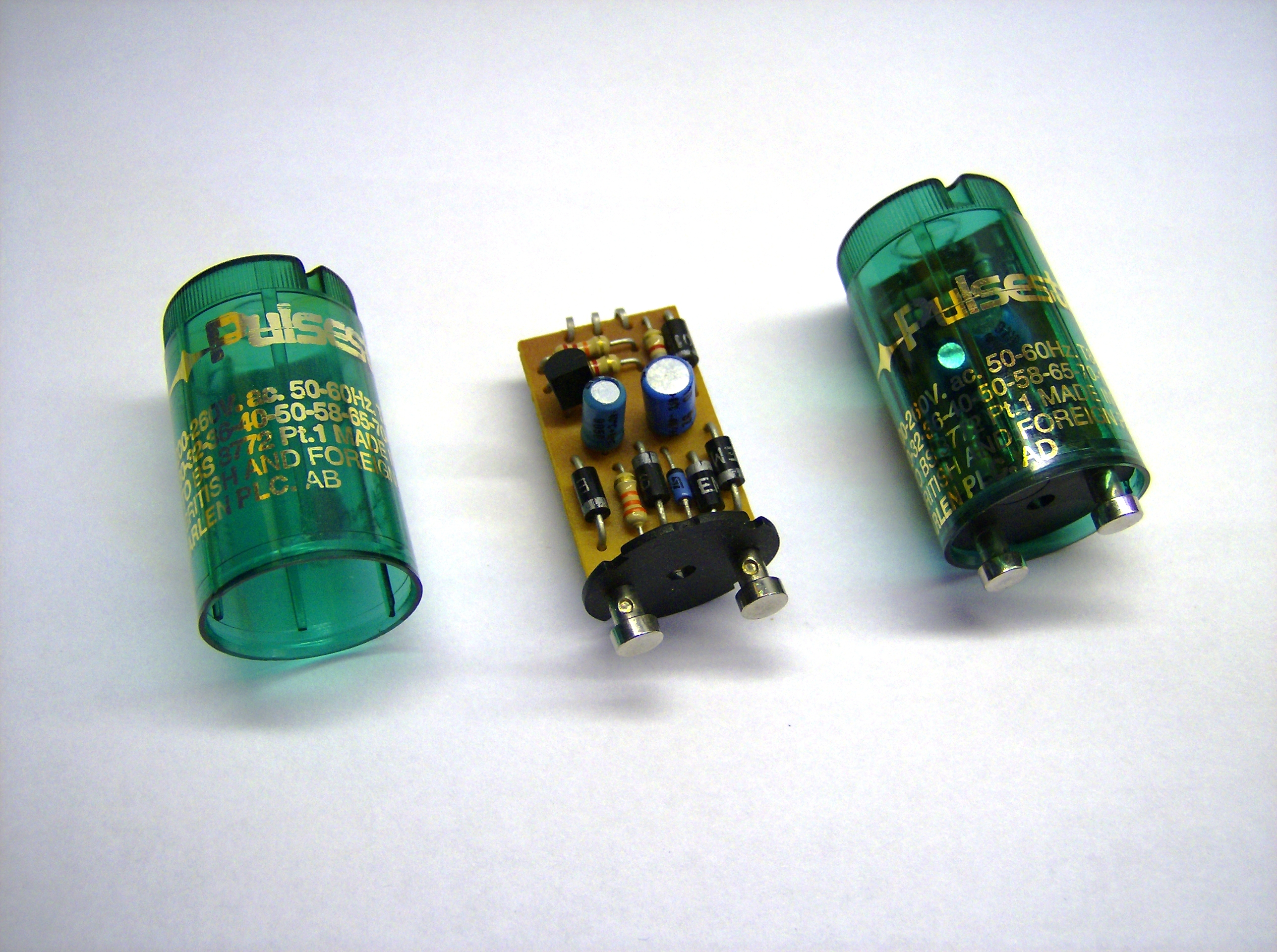
5.ábra: Elektronikus gyújtóegység

## Működése
A fénycső bekapcsolási folyamata hagyományos előtétek esetén az ábrán követhető:
- Az ábra bal felső sarkában lévő kapcsoló az áramkört zárja (piros szaggatott vonal). Hatására a hálózati feszültség a fojtótekercsen, a fénycső izzószálain és a fénycsőgyújtóba szerelt glimmlámpán át záródik.
- A glimmlámpa sarkaira kapcsolt feszültség hatására a glimmlámpában gázkisülés (parázsfénykisülés) indul meg.
- A parázsfénykisülés hőjének hatására az ikerfém elektród megváltoztatja alakját, hozzáér a glimmlámpában lévő másik elektródához és így kapcsolóként zárja a fénycső katódfűtésének áramkörét.
- Az áramkörben folyó hálózati áram felmelegíti a fénycső izzószálait.
- Mivel a gyújtóban az elektródok zárlata miatt ekkorra már megszűnt a parázsfénykisülés, az ikerfém hűlni kezd és rövid idő elteltével megszakítja az áramkört.
- Az áramkör megszakítása az előtét önindukciója révén feszültséglökést hoz létre, ami begyújtja a fénycsövet, így az áram ettől kezdve a fénycső elektródjai között folyik. A fénycsőben kialakuló áramot az előtét vasmagos tekercsének impedanciája korlátozza üzemi szintre.[3]
- Ha a fénycsőben fennmaradt a kisülés, a gyújtón már nem a hálózati, hanem csak a fénycső üzemi feszültsége jelenik meg, ami (még nem lejárt műszaki élettartamú fénycső esetén) nem elegendő a parázsfénykisülés fenntartására, így a gyújtó nem hajt végre "ráindítást".
- Gyakran előfordul, hogy a gyújtó olyankor szakítja meg az áramkört, amikor a szinuszosan váltakozó áram éppen nullátmenet közelében volt, így az előtét által indukált feszültséglökés vagy nem kelt kisülést a fénycsőben, vagy olyan gyenge kisülési impulzust kelt, ami nem melegíti fel annyira a fénycső elektródáin a kisülési talppontokat, hogy a kisülés a feszültséglökés elmúltával stabilan fennmaradjon. Ekkor a gyújtón újra megjelenik a hálózati feszültség, és a kör kezdődik elölről (de már előmelegített gyújtó- és fénycsőelektródákkal, ami által a következő gyújtási kísérlet eredményességének valószínűsége nagyobb az előzőénél).[forrás?]

### A fénycső világítása
A fénycső katódfűtésének bekapcsolására az izzószál bevonatából intenzív elektronemisszió indul meg. A kibocsátott elektronok az elektrosztatikus vonzás miatt a másik izzószál (anód) felé haladva jelentős mozgási energiára tesznek szert. A felgyorsult elektronok a fénycsőben lévő gázatomokkal ütközve energiát közölnek; külső (nagyobb energiaszintű) energiahéjra kényszerítve az atommag körül keringő elektronokat. A helyükről kiütött elektronok azonban nem maradnak véglegesen nagyobb energiaszinten. Keringésük és tengely körüli forgásuk miatt is energiát veszítve már nem képesek a nagyobb energiájú pályán maradni: foton formájában leadják maradék energiájukat. Mivel az elektronhéjak távolsága kötött és a fénycsövet kitöltő gázra jellemző, ezért a leadott foton hullámhossza sem lehet tetszőleges, hanem pontosan a két elektronhéj közötti távolságnak felel meg.
Így az elektronok foton formájában leadott energiája UV-sugárzás (ultraibolya fény) formájában jelentkezik.
Az UV-sugárzás pedig a cső belső falán lévő fénypor réteget gerjeszti, amely már látható fényt ad.
Az energiaközlés során a fénypor elektronjai szintén egy külső (nagyobb energiaszintű) pályára ugranak, azonban az energiaveszteségek miatt az eredeti héjra visszaugorva, már látható fény formájában sugározzák ki maradék energiájukat. A fénypor által kibocsátott látható fény színe a fénypor anyagától függ. A folyamat során az elektronok nemcsak a gázokkal, hanem az éppen anódként kapcsolódó elektróddal is ütköznek. Az elektródába (pontosabban annak bevonatába) csapódó elektronok és az esetlegesen ionizált gázatomok olyan energiát képviselnek, hogy az anódként kapcsolt másik izzószál anélkül is felizzik, hogy átfolyó elektromos áram hevítené. Mivel a fénycsövet váltakozó árammal táplálják, az elektródák (izzószálak) polaritása felcserélődik, így a becsapódási folyamat a fénycső mindkét végén lévő izzószálat érinti, mindkettő a becsapódások miatt és nem az izzószálakon átfolyó áram miatt hevül üzemi hőmérsékletre. A polaritásváltás szüneteiben az izzószálaknak a hőtehetetlenség miatt nincs idejük lehűlni. Üzem közben olyan állapot létrehozása a cél, hogy minél kevesebb ionizált gáz keletkezzen, mert ez a fénycső „egyenirányításával” jár: további veszteségek keletkeznek, a cső élettartama meredeken csökken. Ha az izzószál nem éri el üzemi hőmérsékletét vagy szakadt, a fentebb vázolt folyamat nem tud lejátszódni, a fénycső nem gyújt be.

## A fénycsövek jelölése
A fénycsöveket rendszerint egy FxxTxx szimbólummal jelölik. Az F betű azt jelöli, hogy ez egy fénycső, és ezt egy szám követi, amely a lámpa teljesítményét szimbolizálja wattban. A T betű azt jelzi, hogy a lámpa cső alakú, és a mögötte álló szám a cső átmérőjét jelenti nyolcad hüvelykben. A beltéri fénycsövek tipikus átmérői T8 és T12. Az 1. táblázat a fénycsövek átmérőit ismerteti.
1. táblázat: Fénycsövek tipikus csőátmérőinek jelölései
| Jelölés | Átmérő mm-ben | Csatlakozó                    |
| ------- | ------------- | ----------------------------- |
| T2      | 7             | (miniatűr csövek)             |
| T4      | 12,7          | G5 kettős csatlakozótű        |
| T5      | 15,875        | G5 kettős csatlakozótű        |
| T8      | 25,4          | G13 kettős csatlakozótű       |
| T9      | 28,575        | (kör keresztmetszetű csövek)  |
| T12     | 38,1          | G13 kettős csatlakozótű       |
| T17     | 53,975        | Nagy kettős csatlakozótű      |
| PG17    | 53,975        | Süllyesztett kettős érintkező |

A kibocsátott fény színét rendszerint betűkkel jelölik:
- WW meleg fehér,
- EW semleges fehér,
- CW hideg fehér,
- DW pedig napfény fehér,
- BL ultraibolya,
- BLB kék.

Példa: F40T12/CW/33
A fenti jelölés egyértelműen azt állítja, hogy ez egy 40 W teljesítményű hengeres fénycső. A cső átmérője 12/8" = 38,1 mm, és az általa kibocsátott fény színe hideg fehér. Végül a 33-as szám a cső hosszát jelenti hüvelykben; a cső 33” vagyis 84 cm hosszúságú.

## Fejlődése

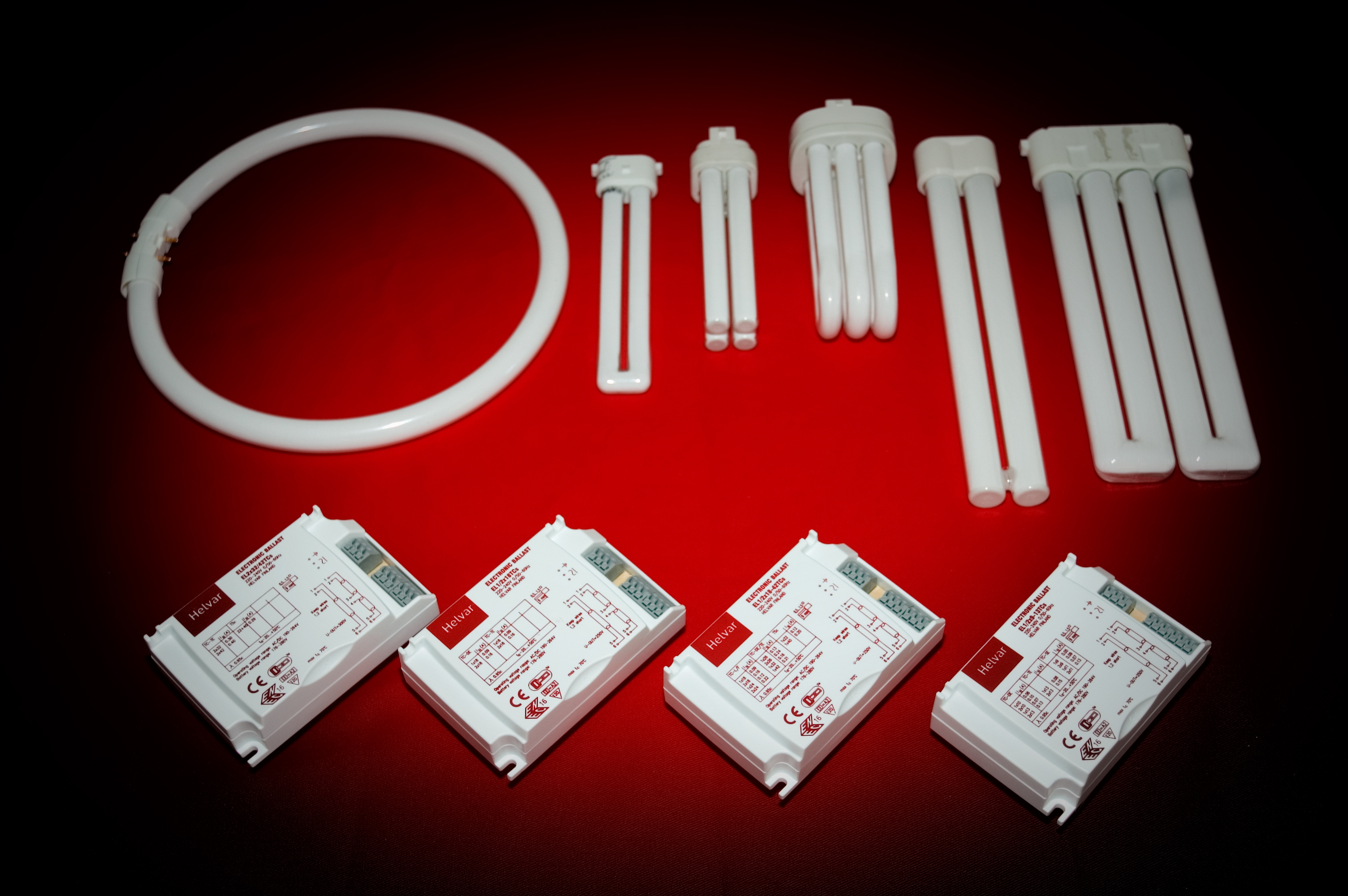
Fénycsövek és elektronikus előtétek

A fentebb ismertetett klasszikus fénycsővilágítás modernizálása először a járműiparban (vasúti- és hajóközlekedés) terjedt el, az 1970-es évektől; a stroboszkóphatás elkerülése érdekében, a jobb komfortérzet valamint a jobb hatásfok miatt 400 Hz frekvenciával, speciális előtéteken át táplálták a fénycsöveket. Az igazi áttörést a kompakt fénycsövek megjelenése jelentette.
Elektronikus előtétet azonban nemcsak kompakt fénycsőhöz, hanem „hagyományos” fénycsövekhez is gyártanak. Az elektronikus előtétek a fénycsövet azonnal és kíméletes módon gyújtják be, ami a fénycsövek élettartamának megnövekedésével is jár. A lámpa az 50 Hz hálózati frekvencia helyett kb. 30 kHz frekvencián működik, gyakorlatilag teljesen villogásmentesen. Ilyen frekvencián a fénycső energetikai hatásfoka is javul, azonos teljesítmény mellett 5-10%-kal nagyobb fényáramot ad le, illetve azonos fényáram esetén ennyivel kevesebb teljesítmény szükséges a lámpa működtetéséhez. Az elektronikus előtétek saját vesztesége is csak tört része az induktív előtétekének, ezért az elektronikus előtétek többletköltsége az energiamegtakarításból előbb-utóbb megtérül. Elektronikus előtétek segítségével a fénycsövek fényáramszabályzása (dimmelése) is könnyen megoldható.

## Különleges fénycsövek
A fénycsöveket rendszerint beltéri világításra használják közintézményekben, irodaépületekben és háztartásokban.
A fluoreszkáló rétegek különféle jellemzői következtében vannak különleges fénycsövek, amelyek nem beltéri világításra készülnek, hanem meghatározott anyagok vagy jelenségek világítására.

### UV-fénycső
Ez a lámpatípus ugyanazon a módon készül, mint a normál fénycső, a különbség a fluoreszkáló rétegben van, amely a rövidhullámú ultraibolya sugárzást hosszúhullámú sugárzássá alakítja át. Elsősorban bankjegyek, különleges és olyan speciális festékek észlelésére használják, amelyek látható fényben láthatatlanok. Ezeket a lámpákat rovarölő készülékekben is használják.

### Germicid fénycső

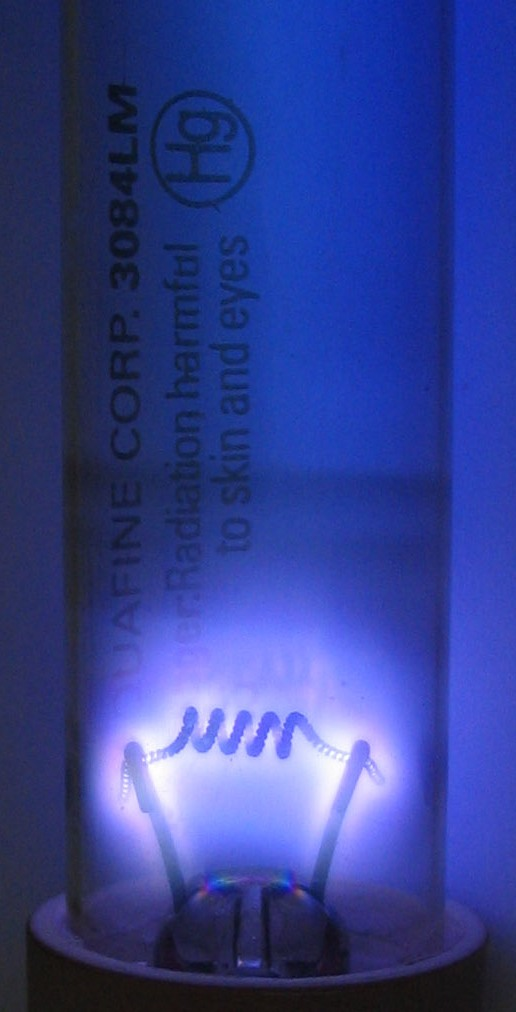
Germicid fénycső

A mikroorganizmusok ultraibolya sugárzással történő elpusztítására használt fénycsöveket G betűvel jelölik (germicid lámpák). Nem tartalmaznak fluoreszkáló anyagot. A csövek amorf kvarcból készülnek, amely átlátszó az UV-fény számára. A mikroorganizmusok elpusztítása mellett az oxigént ózonná alakítják. Kórházakban csírátlanításra, a geológiában ásványtípusok azonosítására is használják.

### Barnító fénycső, szoláriumcső
A barnító fénycsöveket barnítóágyakban használják esztétikai célokra sugárzási forrásként. Fluoreszkáló anyagként UV-A és UV-B sugárzást kibocsátó foszforvegyületeket használnak, ez stimulálja a pigmentációt, és az emberi bőr barnulását okozza.

### Fénycső növények termesztéséhez
Ez a lámpatípus fényt leginkább a látható spektrum vörös és kék részében bocsát ki. Ezeket a hullámhosszakat a klorofill elnyeli, stimulálva a fotoszintézist és a növények növekedését.

### Infravörös fénycső
Az infravörös fénycsőben vassal aktivált lítium-metaluminát anyagot alkalmaznak fluoreszkáló anyagként. A sugárzás legnagyobb hullámhossza 675 nm és 875 nm között van, gyengébb sugárzással a látható spektrum sötétvörös részében.

### Bilirubin fénycső
A fluoreszkáló anyagot európiummal aktiválják, és az eredmény egy sötétkék fény, amelyet a fényterápiában sárgaság kezelésére használnak. Mivel ez a szín áthatol a bőrön, ez csökkenti a bilirubin fölösleges mennyiségét.

### Indukciós fénycső

Zárt vasmagos indukciós fénycső

Az indukciós fénycsőnek nincs elektródája a cső belsejében: az elektromos áram létrehozására elektromágneses indukciót használnak. Egy DMLS indukciós fényforrás élettartam például 100 000 üzemóra és rendkívül energia-hatékony. A minimális fenntartási költségek miatt drágábbak, ám a hasonló ipari LED lámpákhoz képest még jóval olcsóbbak, fényük pedig homogén, nem káprázik (21 kHz-es üzem).

## Előnyei
A fénycsöves világítás számos előnnyel rendelkezik, amelyek közül a legfontosabbak:
- Az izzólámpákhoz képest jó hatásfokúak. Azonos fényáramhoz lényegesen kisebb teljesítményfelvétel tartozik.

Fénycsövek adatai
| Fénycső teljesítménye (W) | Üzemi feszültség (V) | Áram (mA) | Fényáram (lm) | Egyenértékű izzólámpa teljesítménye (W) |
| ------------------------- | -------------------- | --------- | ------------- | --------------------------------------- |
| 4                         | 29                   | 130       | 120           | 20                                      |
| 6                         | 42                   | 140       | 250           | 30                                      |
| 8                         | 56                   | 140       | 385           | 40                                      |
| 13                        | 95                   | 130       | 770-780       | 65                                      |
| 15                        | 54-55                | 270       | < 800         | 75                                      |
| 18                        | 57                   | 310       | 1060          | 90                                      |
| 20                        | 60                   | 330       | > 1170        | 100                                     |
| 30                        | 96                   | 310       | 2020          | 150                                     |
| 36                        | 100                  | 360       | > 2420        | 180                                     |
| 40                        | 103                  | 380       | 3000          | 200                                     |
| 65                        | 110                  | 600       | 3750          | 325                                     |
| 80                        | 100                  | 800       | 4250          | 400                                     |

- Folyamatos üzem esetén élettartama mintegy tízszerese az izzólámpának.
- Alacsony hőmérséklet. A fénycső üvegbúrája üzem közben sem forrósodik fel.
- Diffúz fény: a nagyobb méretű (nem pontszerű) fénycső több szórt fényt ad.

## Hátrányai
A fénycsöves világítás számos hátránya ellenére általánosan elterjedt. A fénycsövek legfontosabb hátrányai:
- Csökkent élettartam. Olyan helyeken, ahol a fénycső gyakori ki- és bekapcsolásoknak van kitéve (rövid világítási periódusok), a fénycső alkalmazása inkább hátrányos, mint előnyös. A gyakori bekapcsolgatás ugyanis nagyon igénybe veszi a fénycsövek izzószálait és azok idő előtt kiégnek.
- Villogás. Közismert, hogy a fénycső egyik izzószálának kiégése a fénycsőgyújtó sokszori gyújtási kísérletével jár, de a gyújtó nem képes a fénycsövet begyújtani, erőlködik, a fénycső pislog. Emiatt rossz a szemnek, rontja a látást.
- Színvisszaadás, színhűség. A fénycsövekkel megvilágított területet ugyanolyan hőmérsékleti körülmények között is hidegebbnek érezzük, mint az izzólámpával megvilágítottat; ennek oka a fénycsövek korlátozott spektrumban való sugárzása. A fénycsövek színvisszaadásának javítására számos kísérlet történt, például erbium, európium és stroncium adagolása a fényporokhoz. Egyes vélemények szerint a színvisszaadás hibáit a helynek nem megfelelően kiválasztott fénycsövek használata okozza; míg más vélemények szerint nincs olyan fénycső, amely egy adott helyen minden napszakban és évszakban egyaránt megfelelően használható lenne.
- Környezeti hőmérséklet. Minden fénycső érzékeny a környezeti hőmérséklet jelentős csökkenésére: 5 °C körüli hőmérsékleten a kompakt fénycső akár 60-90 másodperc alatt érheti el a teljes fényerejét, míg a hagyományos fojtótekercses előtéttel felszerelt fénycsövek többsége képtelen begyújtani ilyen alacsony hőmérsékleten. Az ideális környezeti hőmérséklet a fénycsövek számára 25-27 °C.
- Vibrálás. A rendeltetésszerűen működő fénycső fénye is vibrál, ezt a jelenséget az 50 Hz-es hálózati feszültség okozza. Hálózati periódusonként a cső ugyan kétszer gyullad ki és alszik el, és ebből 100 Hz frekvenciájú villogás következne, amit az emberi szem már nem érzékel. A fénycső két végén, az elektródák közelében azonban (az anód és katód szerepének félperiódusonkénti megcserélődése következtében) ez a villogás már megegyezik a hálózati váltakozó áram 50 Hz-es frekvenciájával, ami az arra érzékeny személyek esetében kellemetlen közérzetet, fáradékonyságot okozhat.[6] Háromfázisú hálózat megléte esetén előírás, hogy minden fázist fel kell használni a fénycsövek táplálására a stroboszkóphatás csökkentésére.
- UV-sugárzás. A világítási célú fénycsövek UV-sugárzásáról és a fénycsövek UV-sugárzásának élettani hatására vonatkozóan nincs magyar nyelvű információ.
- Környezeti ártalmak. Mind a fénycsövek gyártása, mind pedig hulladékká válásuk során (fénycsövek törése, kidobása miatt) jelentős mennyiségű higany és egyéb nehézfém kerül a környezetbe. Bár egy átlagos fénycső mindössze 2-5 mg higanyt tartalmaz, azonban a gyártott fénycsövek száma – az újrahasznosítás részleges megoldottsága miatt – aggodalomra adhat okot. Erre vonatkozóan hosszútávú adatok nincsenek. A higanyszennyezés miatt a fénycsövek gyártását és forgalmazását az EU területén 2023-tól fokozatosan megszüntetik.
- Elmosódott árnyék. A fénycsövek méreteikből adódóan nem pontszerű fényforrások, ezért a tárgyak árnyéka kevésbé határozott, mint izzólámpával történő megvilágítás esetén.
- Hatásfok. A hagyományos, fojtótekercses előtétek hatásfoka a jelentős vasveszteség miatt kedvezőtlen. Nagy súlyúak és lényegesen körülményesebben gyárthatóak, mint az elektronikus előtétek.

## A fénycső elhasználódása
A fénycsövek elhasználódása függ a világítás módjától és a vezérlőeszközeiktől. A leginkább szokásos jelei annak, hogy a lámpa élettartama letelt, a rózsaszín fény, villogás, vagy elsötétedés a cső végein. Több oka van, hogy egy fénycső működése miért szűnik meg:
- Hagyományos fénycsőgyújtó meghibásodása
- Az anyag szétterjedése a katódon, amely lehetővé teszi az elektronok kibocsátását
- Az elektromos előtét meghibásodása
- A fluoreszkáló réteg hatásfokának romlása
- Higanyveszteség
- Izzószál kiégése

Hagyományos fénycsőgyújtó meghibásodása az elektródáinak összehegedése miatt következhet be, ha a fénycsőgyújtó már sok fénycsövet túlélt (nem cserélték ki időben). Ilyen hiba esetén a fénycső egyik vagy mindkét izzószála folyamatosan világít, azonban a cső nem gyújt be. A tartós túláram miatt a fénycső izzószálai idő előtt elhasználódnak.
A katódon levő keverék termikus emisszió segítségével teszi lehetővé az elektronok kibocsátását a gázban. Működés közben a katódot higanyelektronok és -ionok bombázzák, ami a keverék fokozatos szétterjedését okozza a katódon. A szétterjedés aktiváláskor a legerősebb. Ezért a vezérlőeszköz döntő tényező az élettartamot illetően. Ez a meghibásodás olyan csövek esetén tipikus, amelyek átlagos üzemelési időtartama 3 óránál kevesebb. A meghibásodás a cső végeinek elsötétedése által ismerhető fel, amely a keverék szétterjedése következtében jön létre. Amikor a keverék egy bizonyos mértékig elhasználódik, a kibocsátott elektronok száma a gázban nem elegendő ahhoz, hogy gázkisülést hozzon létre.
Figyelembe véve, hogy a lámpák legnagyobb része olyan helyeken van, ahol az átlagos hőmérséklet körülbelül 25 °C, az elektromos összetevők élettartama meghaladja a fénycső élettartamát. Ezért ez a meghibásodás rendkívül ritka.
A fluoreszkáló réteg idővel elveszti a hatékonyságát. Mintegy 25 000 üzemóra után a lámpa által létrehozott fényerősség egy új lámpáénak mintegy a fele lesz. A keveréknek a katódon való szétterjedése után ez a leginkább szokásos meghibásodás. A különbség az, hogy a lámpa működése nem szűnik meg, hanem a fénye elhalványul. Figyelembe véve, hogy ez a folyamat rendkívül lassú, a különbség a megvilágításban csak egy új lámpa felszerelése után vehető észre. Ha a lámpa higannyal is van töltve, a higany fokozatosan abszorbeálódik a fluoreszkáló rétegbe, az üvegbe és az elektródákba, ami a lámpa élettartamának végét okozhatja. Ma legtöbb fénycső elegendő higanyt tartalmaz ahhoz, hogy megelőzze ezt a meghibásodást az egyéb meghibásodások egyike előtt. Ennek a meghibásodásnak a tünetei a hosszabb idő, amire a lámpának szüksége van a teljes intenzitás eléréséhez a működésbe hozás után, és végül, miután a higany csaknem kifogy, a lámpa rózsaszín fényt fog kibocsátani, amelyet az argon hoz létre.
Egy fénycső élettartama azért is véget érhet, mert az izzószál az elektródákon kiég, ami után a lámpában az áramkör megszakad. Ez a meghibásodás a többihez képest rendkívül ritka. Elektromos előtéttel rendelkező lámpákban kiégés esetén a vezérlőrendszer megnövelheti a feszültséget egy ív létrehozása érdekében a megszakadt részek között, így a lámpa működése folytatódhat.

## Trendek
Kísérletek folynak arra vonatkozóan, hogy a fénycsövek fényporát ne gázkisüléssel, hanem a jobb fényhasznosítású világító diódákkal (LED) gerjesszék. Ezáltal az egységnyi energiára jutó fényhasznosítás tovább javulhat, elmaradnak a veszélyes nehézfémek.